# Стіна (гірництво)

Поперечний переріз круглої виробки та зони

Стіна́ (поширена розмовна назва — бік) — бокова частина гірничої виробки або конструкції тунелю, штольні чи іншої підземної споруди.
У виробках чи конструкціях, де візуально неможливо розрізнити перехід стіни (боку) у крівлю та підошву, за неї приймають у поперечному перерізі частину, обмежену прямими, що проходять через поздовжню вісь виробки (конструкції) і утворюють між собою прямий кут (90°). Градусна міра між цими прямими і горизонтальною віссю становить 45°. Такий підхід стосується перш за все круглих чи підковоподібних виробок, тунелів та інших підземних споруд.